# Ti amo... ed io di più
Ti amo... ed io di più è un singolo degli attori italiani Giorgio Albertazzi e Anna Proclemer pubblicato nel 1969. Si tratta di una cover di Je t'aime... moi non plus tradotta in italiano da Claudio "Daiano" Fontana. 

## Descrizione
Nell'estate del 1969 la canzone Je t'aime... moi non plus, cantata da Serge Gainsbourg e Jane Birkin, arriva in Italia suscitando un grande scandalo e uno strascico di controversie che porta al sequestro del disco e all'interdizione dello stesso. Per aggirare l'ostacolo della censura viene quindi approntata un'edizione italiana della medesima canzone con testo tradotto ed alleggerito dalle strofe più audaci. Ad esempio Daiano rende il passaggio che recita «je vais et je viens entre tes reins» (letteralmente «vado e vengo tra le tue reni») con «Ti lascio ma poi torno, lo sai... dentro gli occhi tuoi». La cover è cantata da Giorgio Albertazzi ed Anna Proclemer, celebre coppia di attori tale anche nella vita reale, e pubblicata nel settembre del 1969.
Autore del testo italiano della canzone Ti amo... ed io di più è Claudio Fontana. L'Archivio SIAE accredita come paroliere anche Gian Piero Simontacchi, collaboratore di Giorgio Gaber e Ombretta Colli, autore delle modifiche al testo apportate alla canzone nella successiva versione cantata da quest'ultima e rintitolata Ti amo... io di più. Nel settembre del 1969, il settimanale Oggi accredita inoltre la versione italiana a Bruno Pallesi; non vi è tuttavia ulteriore riscontro del fatto che Pallesi sia stato in qualche modo coinvolto nella scrittura del testo e l'attribuzione è dovuta probabilmente a un errore del settimanale.
Sul lato B del disco è invece stampato il brano Sospendi il tempo, scritto e diretto da Ennio Morricone e cantato da Edda Dell'Orso, tratto della colonna sonora del film La stagione dei sensi, che uscirà nell'ottobre dello stesso anno.
Il disco è stato pubblicato dall'etichetta discografica Broadway International in formato 7" con numero di catalogo 13. Questa versione della canzone è stata inserita nella compilation Proibitissime (30 anni e più di canzoni censurate) del 1977, edizione esclusiva per Playboy, pubblicata dall'etichetta Studio 21.

## Tracce
1. Giorgio Albertazzi e Anna Proclemer – Ti amo... ed io di più – 3:45 (testo: Serge Gainsbourg, Daiano – musica: Serge Gainsbourg)
2. Edda, Orchestra E. Morricone – Sospendi il tempo – 2:00 (Ennio Morricone)

Durata totale: 5:45

## Altre versioni
Ti amo... ed io di più è una delle cover più note di Je t'aime... moi non plus, che ha dato vita a una propria serie di cover indipendenti.
- Nello stesso 1969 Ombretta Colli ne canta una versione quasi coeva, con alcune varianti nel testo, intitolata Ti amo... io di più e pubblicata come singolo dalla Rare.
- Un'altra nota versione di Ti amo... ed io di più è quella cantata da Brigitte, non meglio identificata turnista in forza alla SAAR Records. La sua versione è pubblicata in due edizioni dalla Signal, nel corso del 1969, rispettivamente prima con il titolo Ti amo... ed io di più e poi con il titolo originale francese di Je t'aime... moi non plus. Una terza versione è, infine, pubblicata in allegato al numero di ottobre 1969 della rivista King. Questa versione è stata lungamente sfruttata dalla SAAR Records, che l'ha pubblicata ancora nel 1976 all'interno della compilation Le canzoni proibite e nel 1996 nella compilation su CD Canzoni erotiche e sensuali[1].
- Una versione caricaturale della canzone è stata cantata da Alceste ed Adalgisa con inflessione emiliana e pubblicata dalla S N. D Record.
- Un'altra cover è stata cantata da Franco e Leida e pubblicata dalla Junior con il titolo francese Je t'aime... moi non plus.

La versione italiana di Je t'aime.... moi non plus, a differenza dell'originale, dopo il 1969-1970 non è stata più cantata e le successive cover italiane della canzone di Serge Gainsbourg hanno usufruito del testo originale francese.